# Wiemelhausen

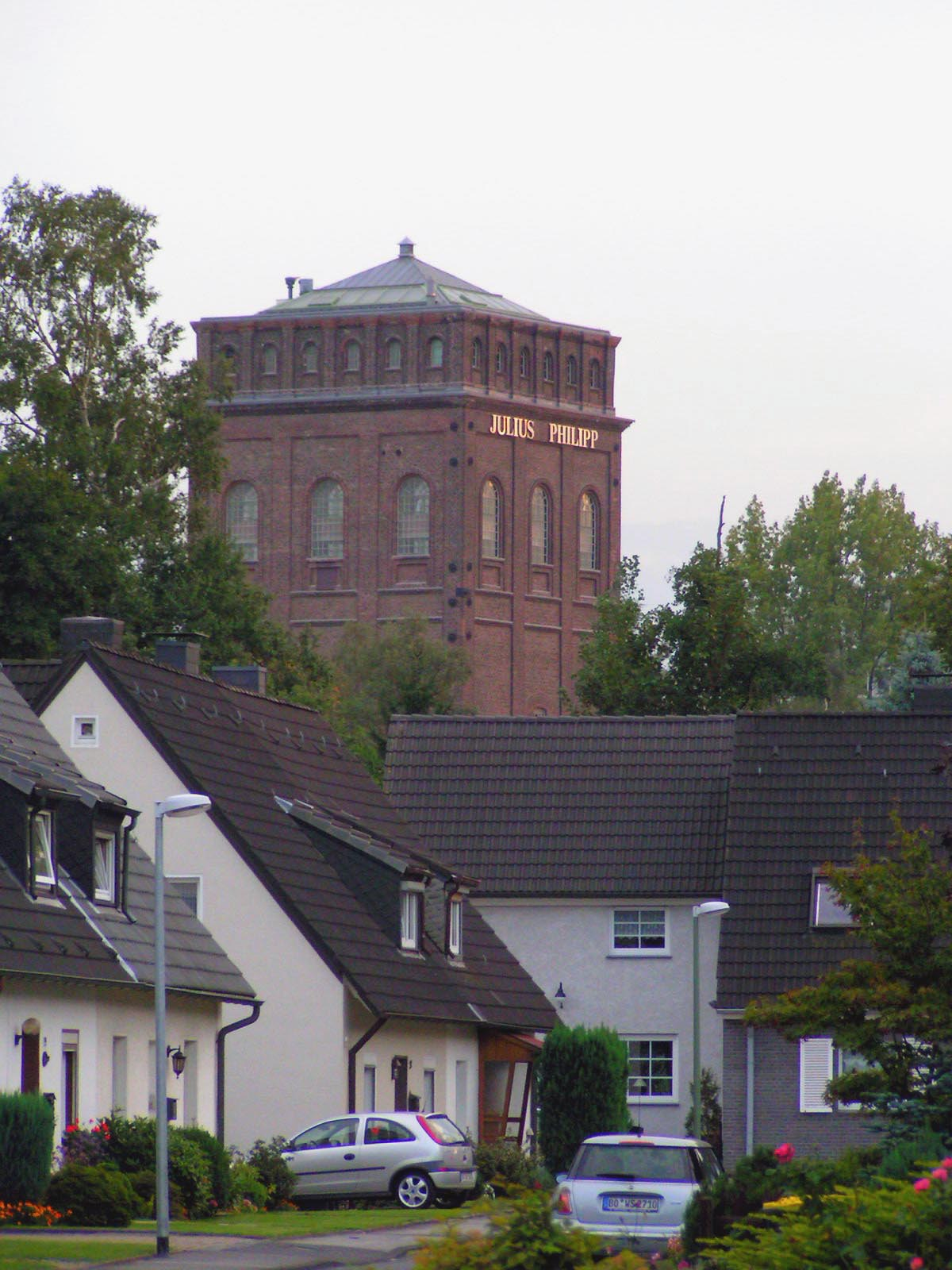
Siedlung in Wiemelhausen mit Malakow-Turm Zeche Julius-Philipp

Wiemelhausen ist ein Stadtteil von Bochum, der bereits am 1. April 1904 nach Bochum eingemeindet wurde.

## Geografie und Verkehr
Wiemelhausen schließt sich südlich an die Innenstadt an und erstreckt sich bis nach Stiepel im Süden. Im Westen grenzt Wiemelhausen an Weitmar, im Norden an die Innenstadt, im Osten an Altenbochum und Querenburg. Zusammen mit Stiepel und Querenburg bildet Wiemelhausen im Wesentlichen den Stadtbezirk Bochum-Süd, wobei die Grenzen der Stadtbezirke von den Stadtteilgrenzen (Gemarkungen) abweichen. Das gewachsene Zentrum ist das sogenannte Kirchviertel rund um die Kirche St. Johannes. Im Norden befindet sich das um 1900 planmäßig bebaute Ehrenfeld.
Durch Wiemelhausen führen die Ausfallstraßen „Königsallee“ und „Universitätsstraße“ sowie die Stadtautobahn A 448. Unter und in der Universitätsstraße verläuft die Trasse der U-Bahn-Linie U 35, der wichtigsten Nahverkehrsverbindung innerhalb Bochums, die den Hauptbahnhof mit der Ruhr-Universität verbindet.

## Bevölkerung
Am 31. Dezember 2024 lebten 18.654 Einwohner in Wiemelhausen.
Strukturdaten der Bevölkerung in Wiemelhausen:
- Minderjährigenquote: 12,7 % [Bochumer Durchschnitt: 15,2 % (2024)]
- Altenquote (60 Jahre und älter): 32,6 % [Bochumer Durchschnitt: 29,3 % (2024)]
- Ausländeranteil: 12,0 % [Bochumer Durchschnitt: 17,0 % (2024)]
- Arbeitslosenquote: 4,9 % [Bochumer Durchschnitt 8,9 % (2017)]

## Wirtschaft und Verwaltung
Wiemelhausen ist hauptsächlich Wohn- und Einkaufsviertel. Daneben sind hier Dienstleistungsbetriebe angesiedelt. So sind beispielsweise die Bogestra mit Hauptverwaltung, die Deutsche Rentenversicherung Knappschaft-Bahn-See, das Berufsgenossenschaftliche Universitätsklinikum Bergmannsheil, die Bergbau-Berufsgenossenschaft, das Stadtarchiv der Stadt Bochum, die Agentur für Arbeit, das Finanzamt Bochum-Süd, die Bochumer Filiale der Deutschen Bundesbank und die Hauptstelle der Volksbank Bochum Witten zu finden. Des Weiteren befindet sich hier der Maschinenhersteller Eickhoff, sowie der Hauptsitz des Software-Unternehmens G Data.

## Kultur und Sehenswürdigkeiten
In Wiemelhausen befindet sich mit dem Thürmer-Saal eine Stätte des Bochumer Kulturlebens.
Sehenswert sind der alte Malakow-Turm der Zeche Julius-Philipp an der Markstraße sowie die dort beheimatete medizinhistorische Sammlung der Ruhr-Universität Bochum und die denkmalgeschützte Albertus-Magnus-Kirche.
Des Weiteren befinden sich das Veranstaltungszentrum „Zeche“ in Wiemelhausen.

## Bildung und Forschung
In Wiemelhausen gibt es drei Grundschulen, drei Gymnasien, wovon in einem eine Astronomische Beobachtungsstation beheimatet ist, und eine Realschule.
Die Kliniken des Bergmannsheil gehören als Teil des Bochumer Modells zum Universitätsklinikum.

## Sport
In Wiemelhausen ist der Sportverein Concordia Wiemelhausen beheimatet, dessen Sportstätte an der Glücksburger Straße liegt. Die Herrenmannschaft der Fußballabteilung schaffte in der Spielzeit 2015/2016 den Aufstieg in die Westfalenliga. Der Verein entstand im Jahre 1997 aus der Fusion der beiden örtlichen Vereine SV Concordia Bochum 1910 und der DJK TuS Wiemelhausen 1908. 
Darüber hinaus unterhält der Sportverein Abteilungen für Beachvolleyball, Frauengymnastik, Schiedsrichterwesen und Freizeit- und Breitensport.
Zudem ist mit der DJK Teutonia Ehrenfeld 1913 e. V. auf der Sportanlage an der Wohlfahrtstraße noch ein weiterer Sportverein in Wiemelhausen beheimatet. Teutonia unterhält Abteilungen für Fußball, Eltern- und Kindturnen, Gesundheitssport, Gymnastik, Tischtennis, Triathlon und Lautsport, Volleyball und Wassersport.